# يويشي أمانو
يويشي أمانو (باليابانية: 天野洋一؛ بالكانا: あまの よういち) هو مانغاكا ياباني، ولد في 22 يونيو 1981 في أوكاياما في اليابان.

## روابط خارجية
- يويشي أمانو على موقع ANN person (الإنجليزية)